# Quan Chí Âu
Quan Chí Âu (tiếng Trung giản thể: 关志鸥, bính âm Hán ngữ: Guān Zhì'ōu, sinh ngày 20 tháng 12 năm 1969, người Mãn) là chính trị gia nước Cộng hòa Nhân dân Trung Hoa. Ông là Ủy viên dự khuyết Ủy ban Trung ương Đảng Cộng sản Trung Quốc khóa XX, hiện là Cục trưởng Cục Thảo nguyên và Lâm nghiệp Quốc gia. Ông từng là Thường vụ Tỉnh ủy, Bộ trưởng Bộ Tuyên truyền Tỉnh ủy Sơn Đông; Thường vụ Tỉnh ủy Liêu Ninh, Chủ tịch Tổng Công hội Liêu Ninh.
Quan Chí Âu là đảng viên Đảng Cộng sản Trung Quốc, học vị Tiến sĩ Sinh thái học. Ông có sự nghiệp dành nhiều thời gian cho công tác ngành sinh thái và tài nguyên thiên nhiên Trung Quốc.

## Xuất thân và giáo dục
Quan Chí Âu sinh vào ngày 20 tháng 12 năm 1969 tại thủ phủ Thẩm Dương, tỉnh Liêu Ninh, Cộng hòa Nhân dân Trung Hoa. Ông lớn lên ở Thẩm Dương trong gia đình người Mãn, đến năm 1988 thì thi cao khảo và đỗ Học viện Sư phạm Thẩm Dương, nay là Đại học Sư phạm Thẩm Dương, nhập học hệ sinh vật từ tháng 9 cùng năm và tốt nghiệp cử nhân chuyên ngành giáo dục sinh vật vào tháng 7 năm 1992. Sau tốt nghiệp, ông tiếp tục thi tuyển và đỗ chương trình nghiên cứu sinh toàn thời gian sau đại học hệ nông học của Đại học Nông nghiệp Thẩm Dương, nhận bằng Thạc sĩ Sinh thái học vào tháng 7 năm 1995. Từ tháng 9 năm 1997, ông là nghiên cứu sinh tại chức ở Sở nghiên cứu Sinh thái ứng dụng Thẩm Dương của Viện Khoa học Trung Quốc, rồi trở thành Tiến sĩ Sinh thái học vào tháng 7 năm 2001. Quan Chí Âu được kết nạp Đảng Cộng sản Trung Quốc vào tháng 12 năm 1993 tại trường Thẩm Dương, ông từng tham gia các khóa học chính trị gồm khóa bồi dưỡng huấn luyện cán bộ trung, thanh niên giai đoạn tháng 4–6 năm 2011; khóa nhất ban giai đoạn tháng 3–7 năm 2017, đều tại Trường Đảng Trung ương Đảng Cộng sản Trung Quốc.

## Sự nghiệp

### Liêu Ninh
Tháng 7 năm 1995, sau khi nhận bằng thạc sĩ ở Nông nghiệp Thẩm Dương, Quan Chí Âu được tuyển vào Ủy ban Kế hoạch Thẩm Dương làm cán bộ của Phòng Kinh tế nông nghiệp, ngạch khoa viên rồi phó chủ nhiệm khoa viên. Sau đó 2 năm, ông được điều sang Sở nghiên cứu Hoa cỏ Thẩm Dương làm Phó Sở trưởng, được 3 tháng thì trở lại làm Phó Trưởng phòng Kinh tế nông nghiệp, rồi Trưởng phòng từ tháng 3 năm 2000. Tháng 4 năm 2002, ông được bổ nhiệm làm Phó Chủ nhiệm Ủy ban Quản lý Khu Khai phát kỹ thuật công nghệ cao Nông nghiệp Thẩm Dương, đến tháng 8 năm 2005 thì chuyển vị trí làm Phó Bí thư Đảng tổ, Phó Cục trưởng Cục Hợp tác kinh tế thương mại đối ngoại Thẩm Dương, và là Cục trưởng từ tháng 7 năm 2006. Tháng 10 năm sau, Quan Chí Âu được điều về huyện Pháp Khố của Thẩm Dương, nhậm chức Phó Bí thư Huyện ủy, Huyện trưởng Pháp Khố, rồi Bí thư Huyện ủy Pháp Khố từ tháng 7 năm 2008. Ở Pháp Khố 3 năm thì ông trở lại thành phố làm Bí thư Đảng tổ, Cục trưởng Cục Tài nguyên đất và Quy hoạch Thẩm Dương, được thăng chức làm Phó Thị trưởng Thẩm Dương từ đầu năm 2013.
Tháng 7 năm 2015, Quan Chí Âu được điều lên Chính phủ Nhân dân tỉnh Liêu Ninh, giữ cương vị là Bí thư Đảng tổ, Chủ nhiệm Ủy ban Kinh tế nông thôn, Cục trưởng Cục Lương thực Liêu Ninh. Sang đầu năm 2016 thì ông được chuyển vị trí làm Thành viên Đảng tổ, Tổng thư ký, Sảnh trưởng Sảnh Văn phòng Chính phủ Liêu Ninh, đến cuối năm này thì được bầu vào Ủy ban Thường vụ Tỉnh ủy Liêu Ninh, cấp phó tỉnh, là Chủ tịch Tổng Công hội Liêu Ninh. Đầu năm 2018, ông ứng cử và trúng cử Đại biểu Đại hội Đại biểu Nhân dân toàn quốc khóa XIII nhiệm kỳ 2018–23.

### Sơn Đông và trung ương
Tháng 3 năm 2018, sau hơn 20 năm công tác ở quê nhà Liêu Ninh, Quan Chí Âu được điều tới Sơn Đông, được chỉ định vào Ủy ban Thường vụ Tỉnh ủy, nhậm chức Bộ trưởng Bộ Tuyên truyền Tỉnh ủy Sơn Đông, kiêm Bí thư Ủy ban Công tác Giáo dục Sơn Đông, Bí thư Đảng ủy Đại học Y khoa thứ nhất Sơn Đông. Ở Sơn Đông hơn 2 năm đến ngày 15 tháng 5 năm 2020, ông được điều lên trung ương, được bổ nhiệm làm Bí thư Đảng tổ, Cục trưởng Cục Thảo nguyên và Lâm nghiệp Quốc gia, và cũng là Thành viên Đảng tổ Bộ Tài nguyên thiên nhiên, cấp phó bộ trưởng. Cuối năm 2022, ông là đại biểu của đoàn cơ quan nhà nước và trung ương dự Đại hội Đảng Cộng sản Trung Quốc lần thứ XX. Trong quá trình bầu cử tại đại hội, ông được bầu là Ủy viên dự khuyết Ủy ban Trung ương Đảng Cộng sản Trung Quốc khóa XX.